# روث هينشاو باسكوم
روث هينشاو باسكوم (بالإنجليزية: Ruth Henshaw Bascom)‏ هي رسامة أمريكية، ولدت في 15 ديسمبر 1772 في Leicester, Massachusetts ‏ في الولايات المتحدة، وتوفيت في 16 فبراير 1848 في Ashby, Massachusetts ‏ في الولايات المتحدة.